# Марин (Илиноис)
Марин (енгл. Marine) град је у америчкој савезној држави Илиноис.

## Демографија
По попису из 2010. године број становника је 960, што је 50 (5,5%) становника више него 2000. године.
| Група             | 2000.       | 2010.       |
| Белци             | 888 (97,6%) | 932 (97,1%) |
| Афроамериканци    | 1 (0,1%)    | 6 (0,6%)    |
| Азијати           | 1 (0,1%)    | 0 (0,0%)    |
| Хиспаноамериканци | 6 (0,7%)    | 12 (1,3%)   |
| Укупно            | 910         | 960         |